# Sierra Engarcerán
Sierra Engarcerán (valencianisch: La Serra d’en Galceran) ist eine Gemeinde (municipio) mit 1.043 Einwohnern (Stand: 2024) in der Provinz Castellón der Autonomen Gemeinschaft Valencia in Spanien. Die Gemeinde besteht neben dem gleichnamigen Hauptort aus den Ortschaften El Brusalet, Les Deveses, Els Ibarsos, La Marina, Els Rosildos, Collet, Els Bancalas, Els Puchols de Dalt und Els Puchols de Baix.

## Geografie
Sierra Engarcerán liegt etwa 35 Kilometer nördlich von der Provinzhauptstadt Castellón de la Plana in einer Höhe von ca. 750 m in der Comarca Plana Alta nahe der Mittelmeerküste (Costa Azahar). 

## Bevölkerungsentwicklung
| Jahr      | 1970 | 1981 | 1991 | 2001 | 2011 | 2021 |
| Einwohner | 1537 | 1316 | 1150 | 1070 | 1050 | 995  |

## Sehenswürdigkeiten
- Bartholomäuskapelle
- Michaeliskapelle
- Christopheruskapelle
- Marienkapelle in Els Ibarsos
- Herrenhaus der Los Casalduch y Muñoz
- Rathaus

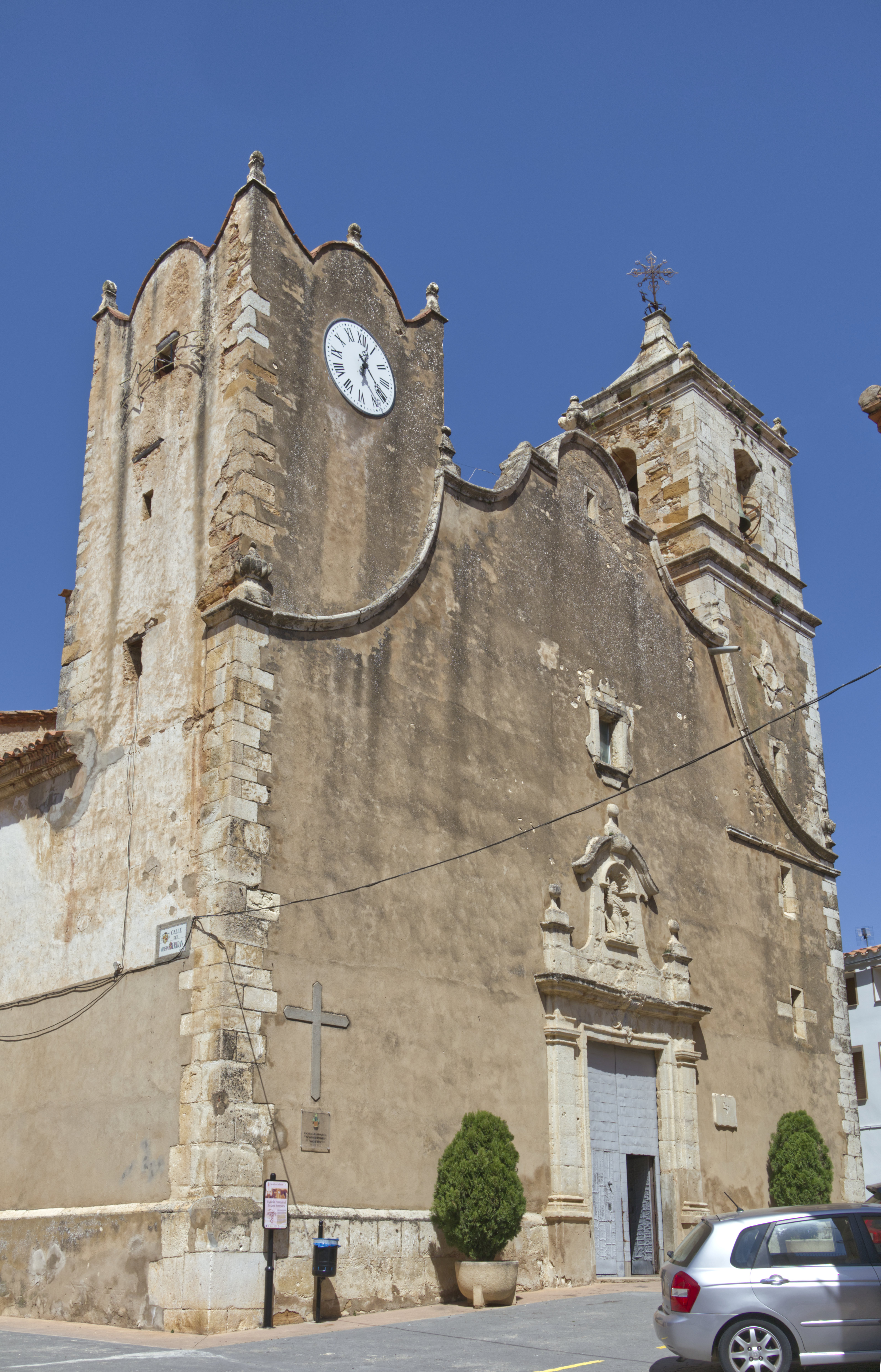
Bartholomäuskirche
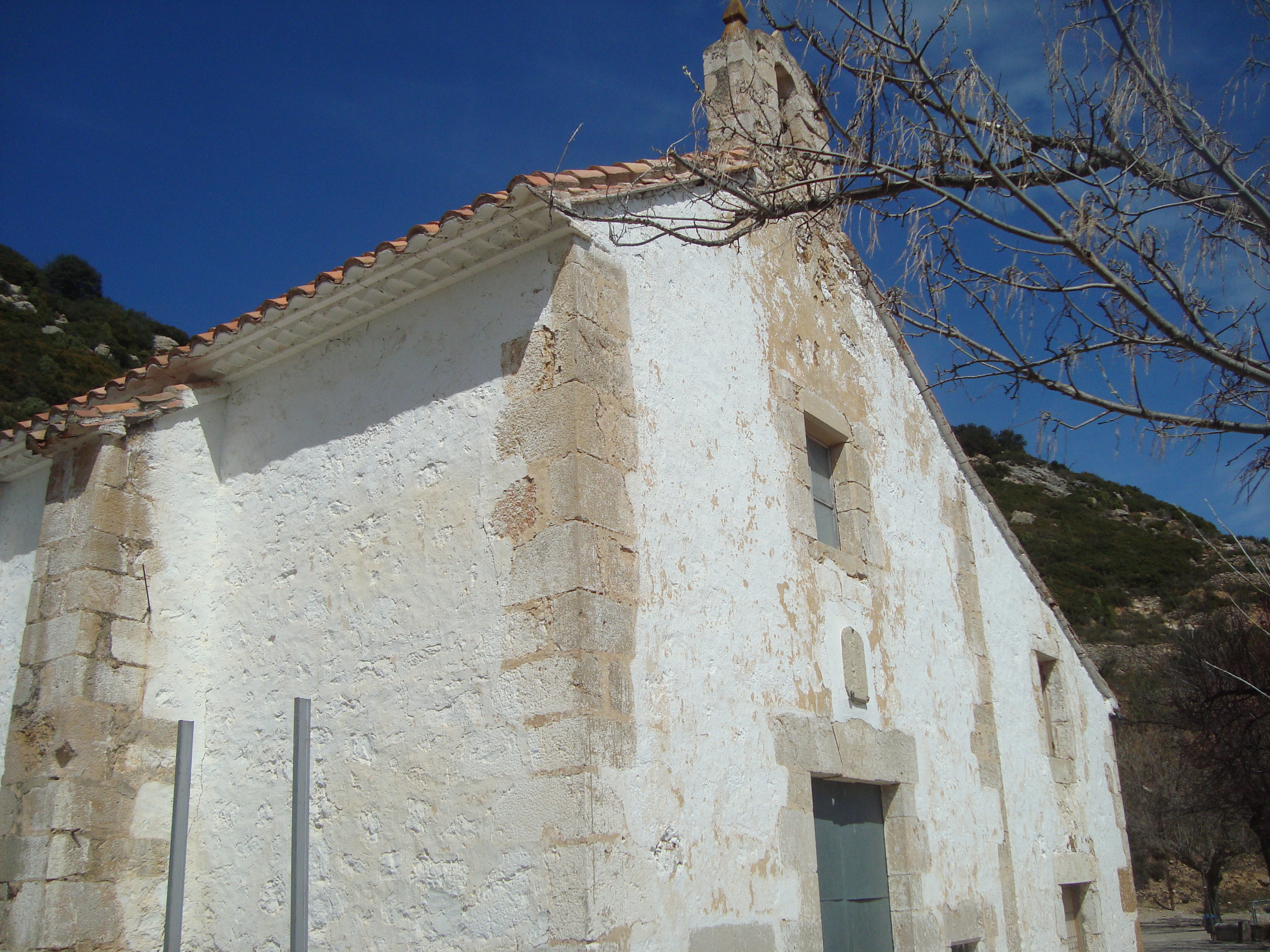
Michaeliskapelle
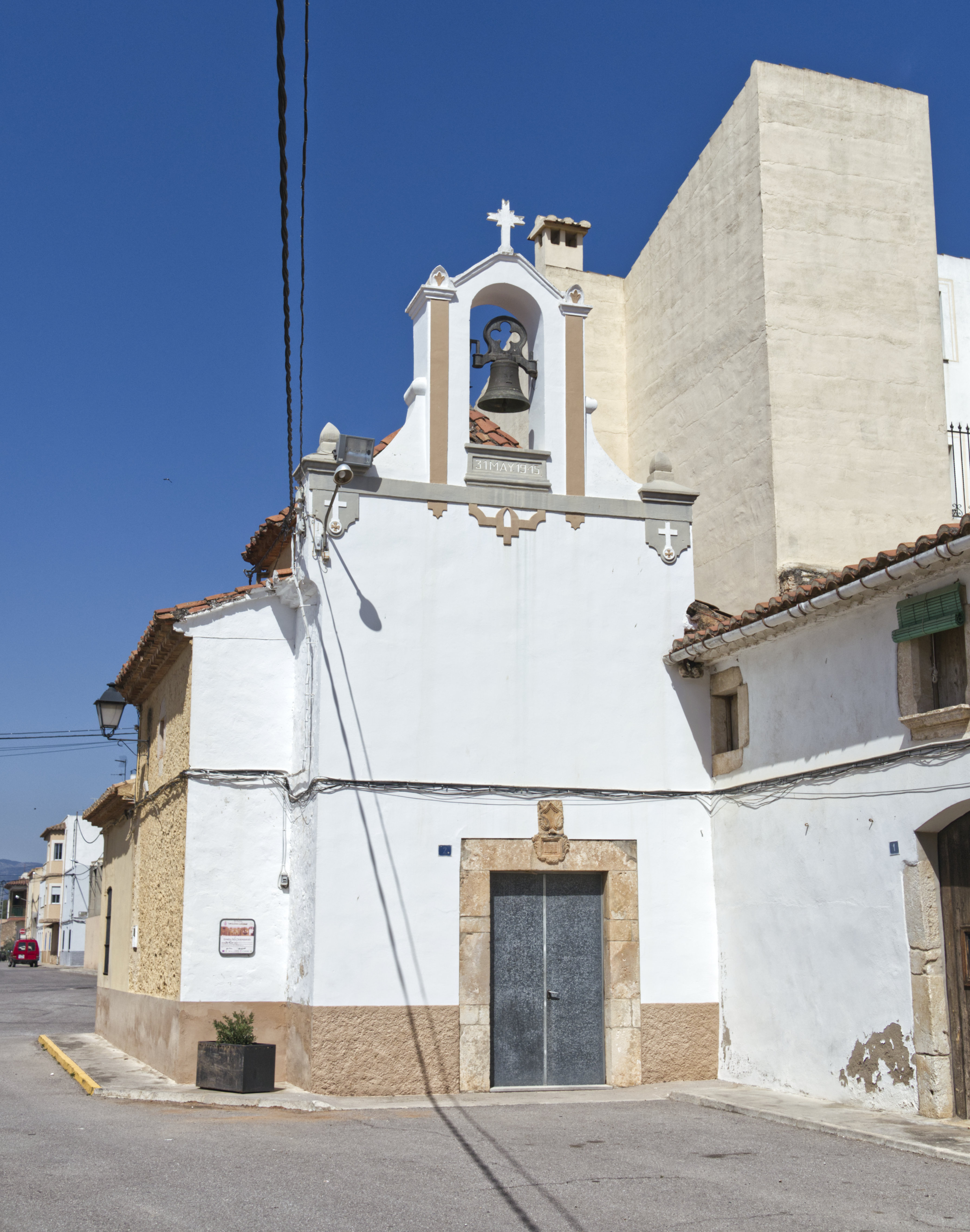
Marienkapelle
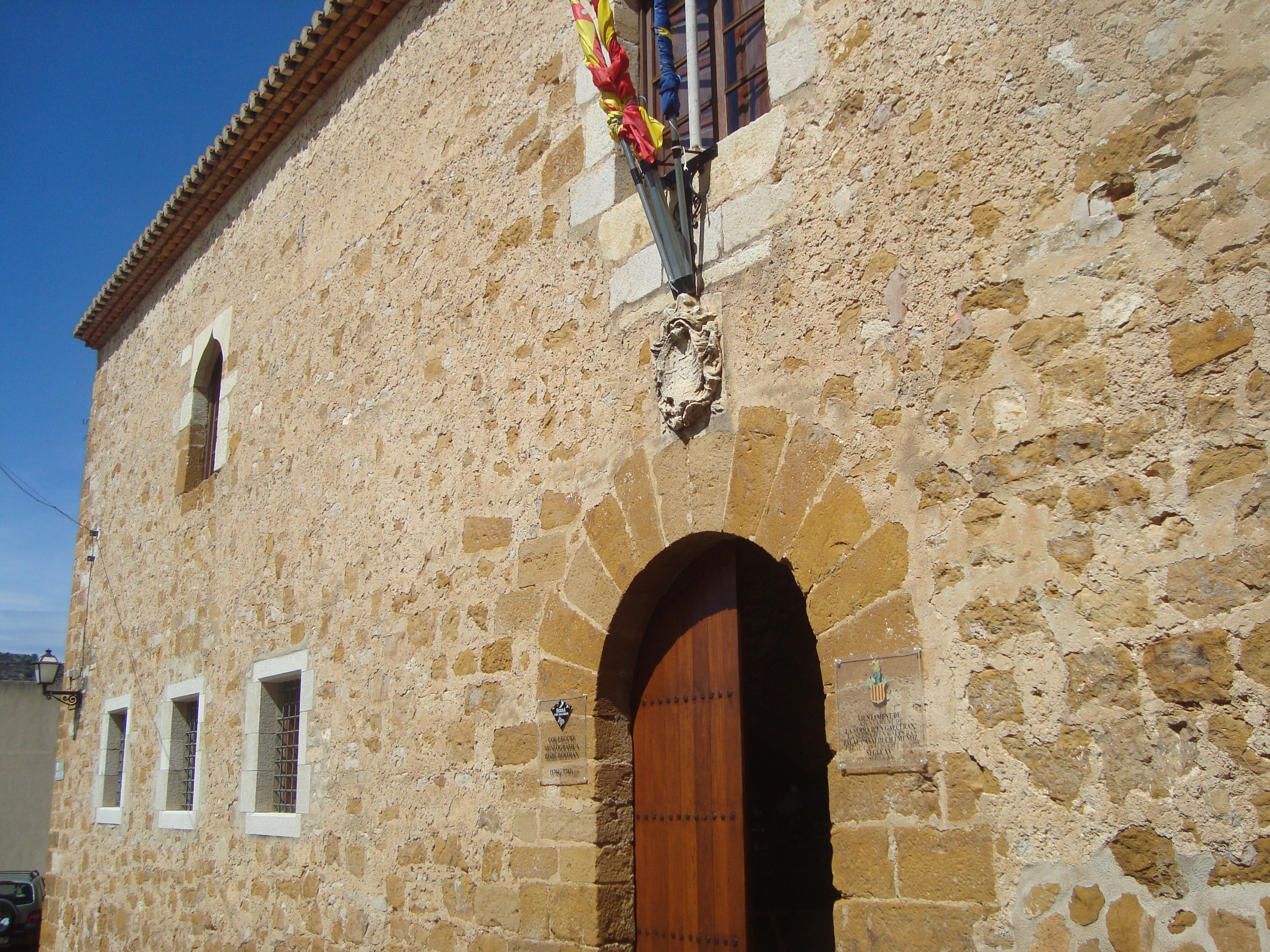
Herrenhaus

## Persönlichkeiten
- Felipe Bertrán (1704–1783), Bischof von Salamanca (1763–1783), Generalinquisitor von Spanien (ab 1773)